# 2022 en chimie
Cet article présente les faits marquants de l'année 2022 en chimie.

## Évènements
- 54ème Olympiades Internationales de Chimie, organisées à Tianjin en Chine du 10 juillet au 17 juillet[1].

## Prix
- Prix Nobel de chimie : Morten Meldal, Carolyn R. Bertozzi et K. Barry Sharpless pour le développement de la chimie click et de la chimie bioorthogonale[2],[3].
- Prix Wolf de chimie : Carolyn R. Bertozzi, Bonnie Bassler et Benjamin Cravatt III « pour leurs contributions fondamentales à la compréhension de la chimie de la communication cellulaire et à l'invention de méthodologies chimiques pour étudier le rôle des glucides, des lipides et des protéines dans de tels processus biologiques »[4].
- Prix Procter & Gamble : Matthew Tirrell (en)[5]
- Médaille Garvan-Olin : Anne McCoy[6]
- Prix Ernest-Guenther : Sarah O'Connor[7]
- ACS Award in Pure Chemistry : Gabriela Schlau-Cohen[8]
- Arthur C. Cope Award : Véronique Gouverneur[9]
- Prix Irving-Langmuir : Heather C. Allen (en)[10]
- Médaille Priestley : Peter Dervan (en)[11],[12]
- Médaille Davy : Peter Sadler pour avoir été pionnier dans le domaine de la recherche en chimie inorganique médicinale, les "métaux en médecine", et dans la conception de nouveaux métallométicaments dotés de nouveaux mécanismes d'action[13],[14].
- Prix Alfred-Bader : Cathleen Crudden (en)[15]
- Grand prix Félix-Trombe : Thierry Bernoud[16]

- Grand prix Pierre-Süe : Hélène Budzinski[17]
- Grand prix Achille-Le-Bel : Marc Fourmigué et Angela Marinetti[18]
- Faraday Lectureship : Michael R. Wasielewski (en)[19]
- Médaille Lavoisier de la Société chimique de France : Jean-Marie Tarascon[20],[21]

## Décès
- 23 janvier[22] : Janet Scott (née en 1964), chimiste sud-africaine.
- 27 mars[23] : Martin Pope (né en 1918), chimiste américain.

- 5 avril[24], : Sidney Altman (né en 1939), biochimiste américain d'origine canadienne, prix Nobel de chimie en 1989[25],[26].

- 3 juillet[27] : Robert Curl (né en 1933), chimiste américain.

- 16 octobre[28] : Lodewijk van den Berg (né en 1932), ingénieur chimiste et astronaute néerlando-américain.